# 张力行
张力行（1915年—2002年），男，山西文水人，中华人民共和国政治人物，曾任四川省人民委员会副省长，中共四川省委常委。